# Saint-Laurent-Chabreuges
Saint-Laurent-Chabreuges település Franciaországban, Haute-Loire megyében. Lakosainak száma 253 fő (2022. január 1.). Saint-Laurent-Chabreuges Brioude, Paulhac, Saint-Beauzire, Saint-Just-près-Brioude és Vieille-Brioude községekkel határos.

## Népesség
A település népessége az elmúlt években az alábbi módon változott:
| Lakosok száma | 104  | 186  | 271  | 250  | 247  | 261  | 257  | 246  | 248  | 253  |
|               | 1968 | 1982 | 1990 | 2006 | 2013 | 2015 | 2017 | 2019 | 2020 | 2022 |